# 江戸川区臨海球技場サッカー・ラグビー場
江戸川区臨海球技場サッカー・ラグビー場（えどがわくりんかいきゅうぎじょうサッカー・ラグビーじょう）は、東京都江戸川区が運営する球技場で、サッカー・ラグビー場となっているが、実際には野球場としての使用も可能。スタンドはバックネット裏に設置されている。野球可

## 施設概要

### メイングランド
- 収容人数　100人（全席座席）
- 照明設備あり
- 得点板（野球用）×2
- 人工芝グラウンド

### サブグランド（B面）
- 収容人数　100人（全席座席）
- 照明設備あり
- 得点板（野球用）×2